# Qualificazioni al campionato mondiale di calcio 2026 - UEFA - Fase a gironi, gruppo D

## Classifica
| Pos. | Squadra     | Pt | G | V | N | P | GF | GS | DR |
| ---- | ----------- | -- | - | - | - | - | -- | -- | -- |
| 1.   | Francia     | 0  | 0 | 0 | 0 | 0 | 0  | 0  | 0  |
| 2.   | Ucraina     | 0  | 0 | 0 | 0 | 0 | 0  | 0  | 0  |
| 3.   | Islanda     | 0  | 0 | 0 | 0 | 0 | 0  | 0  | 0  |
| 4.   | Azerbaigian | 0  | 0 | 0 | 0 | 0 | 0  | 0  | 0  |

## Risultati

### 1ª giornata
| Reykjavík 5 settembre 2025, ore 20:45 CEST | Islanda | – referto | Azerbaigian | Laugardalsvöllur |

| 5 settembre 2025, ore 20:45 CEST | Ucraina | – referto | Francia | [ 1 ] |

### 2ª giornata
| Baku 9 settembre 2025, ore 18:00 CEST | Azerbaigian | – referto | Ucraina | Stadio Tofiq Bəhramov |

| Parigi 9 settembre 2025, ore 20:45 CEST | Francia | – referto | Islanda | Parco dei Principi |

### 3ª giornata
| 10 ottobre 2025, ore 20:45 CEST | Islanda | – referto | Ucraina |  |

| 10 ottobre 2025, ore 20:45 CEST | Francia | – referto | Azerbaigian |  |

### 4ª giornata
| 13 ottobre 2025, ore 20:45 CEST | Islanda | – referto | Francia |  |

| 13 ottobre 2025, ore 20:45 CEST | Ucraina | – referto | Azerbaigian | [ 1 ] |

### 5ª giornata
| 13 novembre 2025, ore 18:00 CET | Azerbaigian | – referto | Islanda |  |

| 13 novembre 2025, ore 20:45 CET | Francia | – referto | Ucraina |  |

### 6ª giornata
| 16 novembre 2025, ore 18:00 CET | Azerbaigian | – referto | Francia |  |

| 16 novembre 2025, ore 18:00 CET | Ucraina | – referto | Islanda | [ 1 ] |